# مارك أندرسون (سياسي)
مارك أندرسون (بالإنجليزية: Mark Anderson)‏ هو سياسي أمريكي، ولد في 1958 في منيابولس في الولايات المتحدة. حزبياً، نشط في الحزب الجمهوري لمينيسوتا ‏. وقد انتخب عضو مجلس نواب مينيسوتا.